# Conus subfloridus
Espèce
Conus subfloridus est une espèce de mollusques gastéropodes marins de la famille des Conidae.
Comme toutes les espèces du genre Conus, ces escargots sont prédateurs et venimeux. Ils sont capables de « piquer » les humains et doivent donc être manipulés avec précaution, voire pas du tout.

## Taxonomie

### Publication originale
L'espèce Conus subfloridus a été décrite pour la première fois en 1985 par le malacologiste américain António José da Motta (d) dans « La Conchiglia »,.

### Synonymes
- Conus (Pionoconus) subfloridus da Motta, 1985 · appellation alternative